# Uirapuru
Uirapuru este un oraș în Goiás (GO), Brazilia.